# Institut d'histoire de la Révolution française
L'Institut d'histoire de la Révolution française, ou IHRF, est un centre de recherches et d'enseignements universitaires rattaché à l'université Panthéon-Sorbonne, au sein de l'UFR 09 d'histoire, ayant existé de 1937 à 2015 avant d'être intégré dans l'Institut d'histoire moderne et contemporaine (UMR 8066).
À sa disparition en 2015, il appartient à l'EA 127, intégré au sein d'une unité mixte de service (UMS 622, CNRS). L'IHRF est l'un des plus anciens instituts d'histoire, issus de l'ancienne Sorbonne, et à ce titre la seule structure universitaire et scientifique en France à se consacrer entièrement à l'étude de la Révolution française.
Sa très riche bibliothèque qui comprend ouvrages, thèses et mémoires ainsi que plusieurs fonds spécialisés portant sur la Révolution française et située au 17 rue de la Sorbonne, dans le 5e arrondissement à Paris devient en 2016 une des trois bibliothèques de l'Institut d'histoire moderne et contemporaine.
Depuis novembre 2009, l'institut publie sa revue électronique, consultable sur le portail OpenEdition Journals, intitulée La Révolution française.

## Origines: le temps de la fondation (1937-1945)
L'IHRF est fondé en 1937 par Georges Lefebvre, son premier directeur, qui vient d'être nommé professeur d'histoire de la Révolution française à la Sorbonne. Cette création, décidée par le conseil de la Faculté de Lettres de l'université de Paris, est entérinée par un décret ministériel, le 27 octobre de la même année. Ce nouvel institut doit marquer, avec la nomination d'un nouveau titulaire à la chaire d'histoire de la Révolution française après la retraite de Philippe Sagnac (1868-1954), un élan pour les études révolutionnaires, et la fin des divisions nées de l'opposition entre Alphonse Aulard et Albert Mathiez.
La mission de l'IHRF est alors de participer par ses travaux et ses publications, aux célébrations républicaines prévues pour le 150e anniversaire de la Révolution, avec l'appui en province de nombreux comités départementaux et de la commission d'Histoire économique de la Révolution française, dite « commission Jaurès », créée en 1903. L'élan suscité par la victoire Front populaire favorise les appuis et la visibilité universitaire de l'institut.
Mais les moments de crise de la fin des années 1930, notamment les tensions grandissantes après les accords de Munich puis le déclenchement de la Seconde Guerre mondiale le 1er septembre 1939, font passer à l'arrière plan les différentes commémorations et expositions organisées pour commémorer 1789. Qui plus est, les contraintes budgétaires liées à la guerre diminuent les moyens d'action de l'institut.
L'IHRF se trouve alors en proie à de nombreuses difficultés, notamment pendant l'occupation, conduisant Georges Lefebvre, également président de la Société des études robespierristes, à « mettre en sommeil » les réseaux scientifiques mis en place depuis 1937. Les Annales historiques de la Révolution française ne peuvent plus paraître à partir de 1940, à la suite des restrictions et autres conditions matérielles imposées par l'occupant.
Georges Lefebvre, qui a fait valoir ses droits à la retraite en 1941, continue d'être chargé de cours par le conseil de la Faculté de Lettres et reste à son poste de directeur jusqu'en 1945, pour éviter tout accaparement de l'institut par des séides du régime de Vichy. Cette résistance et cette opposition sont conçues, par Lefebvre et son entourage proche à la Société des études robespierristes, en conformité avec l'esprit républicain et démocratique ayant présidé à la création de l'institut.

## Héritages: le temps des combats (1945-1982)
Après la retraite symbolique de Lefebvre, qui garde cependant un rôle important au sein l'institut jusqu'à sa mort en 1959, du fait de son prestige moral et universitaire, Marcel Dunan prend officiellement sa succession. Cette période reste un moment de déclin relatif pour l'IHRF, et il faut attendre la nomination de Marcel Reinhard en 1956 pour que l'institut retrouve sa dynamique et son influence quelque peu perdues dans les études révolutionnaires. Spécialiste d'histoire religieuse, catholique et républicain, auteur d'une monumentale biographie de Lazare Carnot, Marcel Reinhard, dont le rôle reste largement méconnu dans la mémoire universitaire française, a largement contribué à élargir les domaines d'études de la Révolution, notamment sur le Paris révolutionnaire et la démographie de la période 1789-1799.
L'arrivée d'une nouvelle génération, pour la plus grande part d'anciens élèves de Lefebvre, a également contribué au renouveau qu'a connu l'IHRF durant ses années. Parmi ces fidèles disciples, les « trois mousquetaires » tels qu'ils sont surnommés à l'époque, Albert Soboul, Jean-René Suratteau et Richard Cobb, ainsi que George Rudé (en) ont impulsé en France et à l'étranger d'importantes mises en chantier sur des terrains encore peu explorés, en histoire économique et sociale notamment, avec de grandes synthèses embrassant toute la période révolutionnaire, de la convocation des états généraux au Directoire, et au-delà.
La nomination d'Albert Soboul à la chaire d'histoire de la Révolution française en 1967 se fait dans un contexte universitaire et scientifique extrêmement tendu, avec les débuts de l'école révisionniste et l'offensive idéologique animée par François Furet et Denis Richet, après la publication de leur ouvrage polémique La Révolution française en 1965, dans la droite ligne des travaux de l'historien Alfred Cobban. Héritier fidèle et intransigeant de Lefebvre, Albert Soboul entreprend alors une lutte sans répit contre le courant révisionniste principalement dirigé par François Furet, qui à partir de 1975 transforme l'EHESS en école critique fondée sur la lecture des textes et des traditions du XIXe siècle, délaissant les sources contemporaines de la décennie révolutionnaire. L'IHRF et son directeur sont alors décriés et dépeints comme l'épicentre d'une école marxiste et jacobine. Si Soboul se réclamait certes du marxisme, il n'en reste pas moins que la grande tradition pédagogique de l'institut doit beaucoup à son directeur qui, jusqu'à sa mort brutale en 1982, a toujours entretenu une émulation féconde pour l'histoire de la Révolution française, qu'il avait à cœur d'expliquer et de faire comprendre au plus grand nombre.

## Fidélités et nouvelles perspectives (depuis 1982)
Michel Vovelle reprend alors le flambeau, malgré l'âpreté et les propos de plus en plus haineux de l'école révisionniste contre l'IHRF et ses chercheurs. En tant que directeur de l'institut, il est appelé à diriger d'importants travaux autour du bicentenaire de la Révolution. En parallèle à cette intense médiatisation de la Révolution française dans l'opinion publique autour de 1989, les travaux de Michel Vovelle en histoire des mentalités ont conduit à d'importantes mutations, et un renouveau de l'histoire sociale et l'histoire des images de cette période, en lien avec de nombreuses réflexions sur les dynamiques politiques à l'œuvre de 1789 à 1799. Ces nouveaux éléments portés à la connaissance du public ont également permis de « redécouvrir » la place de certains acteurs et l'histoire politique de la Révolution, tournant qu'Albert Soboul avait déjà initié en réinterrogeant les catégories politiques de la période révolutionnaire, notamment avec l'important colloque Girondins et Montagnards, organisé à la Sorbonne en 1975.
L'élection de Catherine Duprat, en 1993, auteur d'une thèse remarquée sur la philanthropie, sous la direction de Maurice Agulhon, prolonge l'infléchissement amorcé par son prédécesseur autour des études portant tout à la fois sur l'avant Révolution et l'après Révolution, ainsi que sur le climat idéologique et social lié à la période révolutionnaire.
Ce qui est confirmé en 2000 par l'élection de Jean-Clément Martin, connu pour ses travaux sur la guerre de Vendée et la mémoire, élève d'Emmanuel Le Roy Ladurie, ce dernier ouvre de grands chantiers sur la Contre-Révolution, la violence et le genre en révolution. Il mène une réflexion importante, via le prisme de l'anthropologie historique et de la socio-histoire, pour une compréhension globale de la Révolution française. Il dirige d'importants colloques, ouverts aux chercheurs étrangers et à la production historiographique hors de France.
Si aujourd'hui, les querelles semblent être apaisées et le climat universitaire beaucoup moins passionné, notamment depuis la mort de François Furet en 1997, l'IHRF reste toujours en pointe dans la défense de la Révolution française. Certaines controverses, notamment autour des publications de Patrice Gueniffey, principal héritier et ancien élève de Furet, perpétuent de manière différente les clivages historiographiques nés dans les années 1970. Qui plus est, les contestations de plus en plus nombreuses dans la société française autour de l'héritage et des idées nées en 1789 obligent les enseignants-chercheurs de l'IHRF à demeurer vigilants, face à des exposés tendancieux et des contre-vérités toujours nombreuses sur la Révolution française.
L'ouverture de nouveaux champs de recherche, renforcée depuis 2008, apparaît comme l'élément novateur de ce début de XXIe siècle. Des études soutenues autour des mouvements démocratiques sous le Directoire, l'ordre public en révolution, l'histoire coloniale de la fin du XVIIIe siècle, les lieux de savoir et de sociabilité scientifique pendant la Révolution donnent lieu à des séminaires de recherche réguliers, ouverts à de nombreux chercheurs étrangers et personnalités associées à l'IHRF, mais aussi aux étudiants et doctorants de l'institut afin de parfaire leur formation, permettant la rencontre d'un large public.
Le 11 septembre 2009, l'IHRF a consacré une journée d'études à son fondateur, Georges Lefebvre, cinquante ans après sa disparition, avec la participation de nombreux spécialistes de la Révolution française. La revue électronique La Révolution française, dirigée par Pierre Serna, a publié les interventions prononcées lors de cette journée d'études.
Au 1er janvier 2016, l'IHRF est intégré dans l'Institut d'histoire moderne et contemporaine (UMR 8066 - CNRS, ENS, Paris 1),.
En janvier 2018, la bibliothèque de l'IHRF obtient le label CollEx distinguant des collections d'Excellence pour la Recherche. Outres ses collections, elle contient une partie de la bibliothèque de Michel Vovelle et les archives de la Mission du Bicentenaire de la Révolution française consultable sur Calames.

## Direction
Liste des titulaires de la chaire d'histoire de la Révolution française et les directeurs de l'IHRF :
- 1891 : Alphonse Aulard (1849-1928), 1er titulaire de la chaire d’histoire de la Révolution à la Sorbonne, créée par la mairie de Paris en 1885.
- 1923 : Philippe Sagnac (1868-1954), fondateur du Centre d'études sur la Révolution française de l'Université de Paris en 1932.
- 1926 à 1929 : Albert Mathiez (1874-1932), suppléant lors du détachement de Philippe Sagnac à l'Université du Caire, chargé de cours de 1929 à 1932.
- 1937 à 1941 : Georges Lefebvre (1874-1959), fondateur de l'IHRF et demeuré en poste jusqu'en 1945.
- 1946 : Marcel Dunan (1885-1978).
- 1955 : Marcel Reinhard (1899-1973).
- 1967 : Albert Soboul (1914-1982).
- 1981 : Michel Vovelle (1933-2018), président de la commission nationale de recherche historique pour le bicentenaire de la Révolution.
- 1993 : Catherine Duprat (1936-),
- 2000 : Jean-Clément Martin (1948-).
- 2008 à 2015 : Pierre Serna (1963-).